# Исчезнувшие населённые пункты Мелеузовского района
Исчезнувшие населённые пункты Мелеузовского района — перечень населённых пунктов, существовавших на территории современного Мелеузовского района — административно-территориальной единицы в составе Республики Башкортостан Российской Федерации.
Ранее территория района, образованного 20 августа 1930 года, включала в себя территории Мелеузовской, Зирганской и Араслановской волостей Стерлитамакского уезда Оренбургской губернии Российской Империи.
1960 год
Указом Президиума ВС БАССР от 31.10.1960 г. были внесены изменения в административно-территориальное устройство Мелеузовского района:
Объединены населенные пункты:
— Смаково и поселок Госпитомника Араслановского сельсовета — в один населенный пункт Смаково;
— Авангард и Покровка Татьяновского сельсовета — в один населенный пункт Авангард.
В связи с выездом населения исключены из учёта населенные пункты:
- — Торский и Лесопилка Верхоторского с/с;
- — кордон Муллашевский Воскресенского с/с;
- — поселок базы Заготскота Денисовского с/с;
- — Берлек Зирганского с/с;
- — Красильниковский Нордовского с/с;
- — Любовка Партизанского с/с;
- — поселок базы Заготскота бывшего Петропавловского с/с;
- — кордон Юргашский Скворчихинского с/с;
- — кордон лесхоза Татьяновского с/с.

1968 год
Указом Президиума ВС БАССР от 31.10.1968 № 6-2/180 «Об исключении некоторых населенных пунктов из учётных данных по административно-территориальному делению БАССР» по Мелеузовскому району были исключены:
- х. Калиновый Куст Александровского с/с
- х. Суханыш Александровского с/с
- х. Устина Поляна Александровского с/с
- д. Верхнешарипово Араслановского с/с
- х. Куязя Воскресенского с/с
- д. Воздвиженка Денисовского с/с
- д. Дубровское Дмитриевского с/с
- д. Помпяскино Дмитриевского с/с
- д. Ивановка Даниловского с/с
- д. Кильтеево Сарышевского с/с
- х. Иштугановской Иштугановского с/с
- х. Ибрагимово Иштугановского с/с
- х. Кинзябаево Иштугановского с/с

1972 год
Указом Президиума Верховного Совета БАССР от 29.03.1972 № 6-2/37, в связи с переселением жителей и слиянием с другими населенными пунктами и фактически прекращением существования исключены из учётных данных по административно-территориальному делению по Мелеузовскому району следующие населенные пункты:
- — д. Денисовка Денисовского сельсовета;
- — д. Староведеневка Нордовского сельсовета;
- — х. Савка Иштугановского сельсовета.

1974 год
26.06.1974 г. были ликвидированы н.п. Муллагуловский, д. Новый Верхотор, п. Нугушевский Первомайского с/с (Р-394, оп.14, д761, л.1-71), а также д. Березовка Зирганского с/с (Р-394, оп.14, д.761, л. 1-71) и д. Альмякеево Аптраковского с/с (там же).
1979 год
Указом Президиума ВС Башкирской АССР от 29.09.1979 № 6-2/312 «Об исключении некоторых населённых пунктов из учётных данных по административно-территориальному делению Башкирской АССР» гласил в связи с перечислением жителей и фактическим прекращением существования исключены из учётных данных по административно-территориальному делению Башкирской АССР следующие населённые пункты:
хутора Благовещенский и Весёлый Воскресенского сельсовета
д. Авдеевка Зирганского сельсовета
деревни Бобринка, Карайсы, Краснояр, Потешкино Корнеевского сельсовета
деревня Верхнеташево Нугушевского сельсовета
деревни Александровка, Грачи, Николаевка Партизанского сельсовета
посёлки Миньковка, Посёлок Тукмакской фермы Первомайского сельсовета
хутор Солдатский Сарышевского сельсовета
1987 год
поселок Петропавловская база Денисовского сельсовета, хутор Кузнецовский Иштугановского сельсовета, деревню Крадено-Михайловка Корнеевского сельсовета, деревню Липовка Партизанского сельсовета, поселок Венера Салаватского сельсовета
1994 год
посёлки Желанный и Юпитер (Указ Президиума Верховного Совета Республики Башкортостан от 16 декабря 1994 года N 6-2/190 «Об исключении из административно-территориального устройства Зирганского поссовета Мелеузовского района поселков Желанный и Юпитер»)
1997 год
деревня Тугайлы вошла в черту города Мелеуза (Закон Республики Башкортостан от 21.02.97 № 76-з «О включении в состав города Мелеуза деревни Тугайлы Мелеузовского района Республики Башкортостан»)
2006 год
хутор Акбута Иштугановского сельсовета (Закон Республики Башкортостан от 21 июня 2006 года N 329-з «О внесении изменений в административно-территориальное устройство Республики Башкортостан в связи с образованием, объединением, упразднением и изменением статуса населенных пунктов, переносом административных центров»)